# Parc Nacional dels Arcs

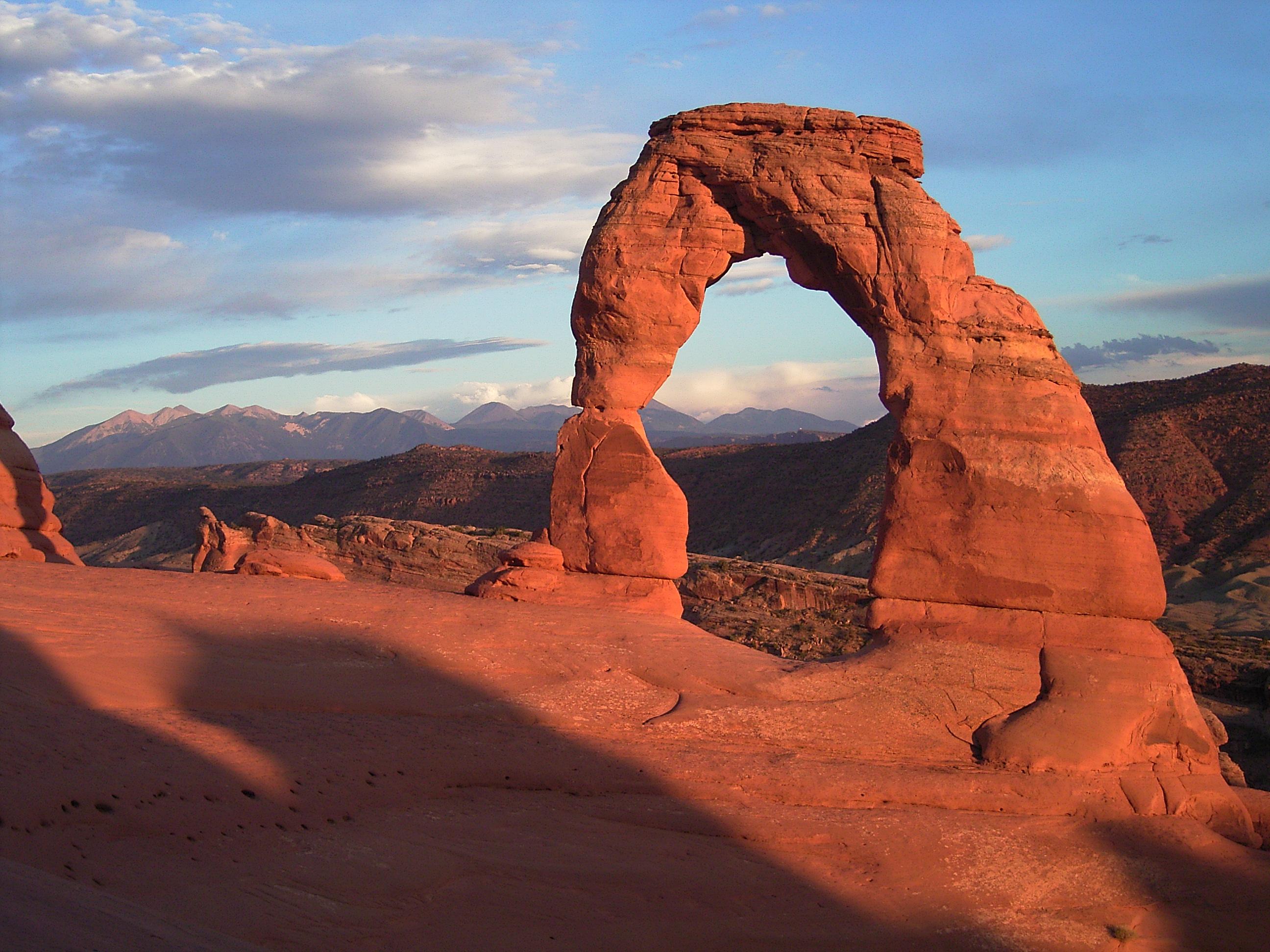
El Delicate Arch

El Parc Nacional dels Arcs (Arches National Park) és un parc nacional dels Estats Units a l'est de Utah que conserva uns dos mil arcs naturals d'arenisca, incloent el Delicate Arch, a més d'una gran varietat de materials i formacions geològiques.
El parc està situat just fora de Moab a Utah, i s'estén per una àrea de 310 km². El seu punt més alt és 1723 m a Elephant Butte, i el seu punt més baix es troba a 1245 m en el centre de visitants. Des de 1970 quaranta-tres dels seus arcs s'han ensorrat a conseqüència de l'erosió. Les pluges representen uns 250 mm anuals de mitjana al parc.
Administrada pel Servei de Parcs Nacionals, la zona va ser declarada primer com a monument nacional dels Estats Units el 12 d'abril de 1929 i posteriorment parc nacional, el 12 de novembre de 1971.

## Geologia
El parc nacional s'estén sobre una capa de roques evaporites subterrànies o una capa de sal, que és la causa principal de la formació d'arcs, agulles, roques en equilibri i monòlits erosionats de la zona. Aquesta capa de sal té un gruix de milers de metres en alguns indrets. Va ser dipositada a la Paradox Basin de l'Altiplà del Colorado fa 300 milions d'anys per una mar que cobria aquesta regió i que finalment es va evaporar.
Al cap de milions d'anys, la capa de sal es va cobir amb detritus. Durant el començament del Juràssic, fa uns 210 milions d'anys, van imposar-se condicions desèrtiques a la regió i l'arenisca navajo s'hi va dipositar. La Falla de Moab s'hi pot veure des del centre de visitants.
L'erosió va emportar-se les capes de roca més noves de la superfície. A excepció de restes isolades, les majors formacions visibles al parc actualment són l'arenisca de color salmó.

## Història
Els humans han ocupat la regió des de l'última edat de gel fa 10.000 anys. Els missioners espanyols hi van trobar les tribus ute i paiute quan van arribar el 1775. Els primers europeus a establir-s'hi a viure van ser els mormons de la missió Elk Mountain, el 1855, que aviat van abandonar la zona.